# Província de Bouira
La província o wilaya de Bouira (amazic: Tawilayt n Tuvirett; àrab: ولاية البويرة, wilāyat al-Buwīra) és una wilaya o província d'Algèria, amb capital a la ciutat homònima. Hi ha el parc nacional de Djurdjura (18.550ha), l'estació d'esquí de Tikjda (a 1.460m d'altitud) i la font termal de Hammam Ksana.